# Organisation générale de la Grande Armée
Pour un article plus général, voir Grande Armée.
L'organisation générale de la Grande Armée comprend l'ensemble des forces terrestres au service du Premier Empire qui prirent part aux guerres napoléoniennes entre 1805 et 1815. Elle est constituée par les troupes françaises et celles levées dans les départements annexés au fil des conquêtes révolutionnaires puis napoléoniennes, les armées des « États vassaux » de l'Empire (royaumes de Naples, d'Italie, de Hollande, de Westphalie et d'Espagne, grand-duché de Berg, duché de Varsovie), les contingents de la confédération du Rhin, les troupes étrangères (entre autres polonaise, lituanienne, suisse, danoise et irlandaise), l'armée aux colonies ainsi que l'armée intérieure comprenant notamment les unités de défense côtière et la Garde nationale.

## Organisation

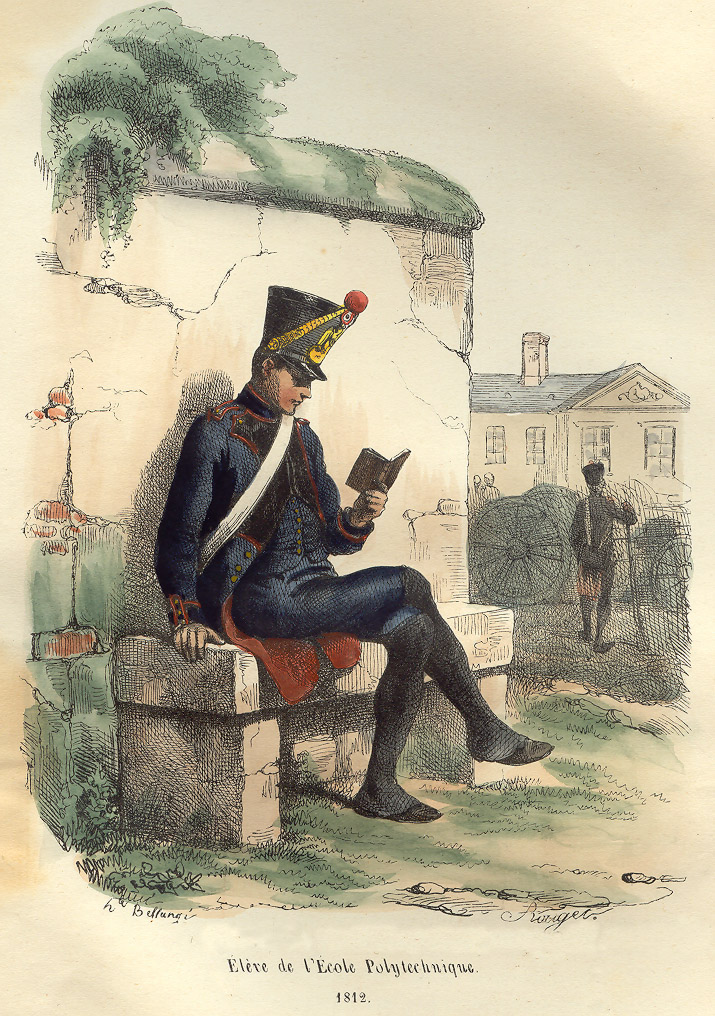
Étudiant de l'École polytechnique en 1812 d'après Hippolyte Bellangé.

### Réforme militaire de 1803 et de 1804
Le 24 septembre 1803 (1er vendémiaire an XII), l'armée révolutionnaire française est réorganisée par Napoléon Bonaparte, alors premier consul.
L'institution du tirage au sort (loi du 29 décembre 1804) a pour effet que le service militaire ne touche que 30 à 35 % des conscrits célibataires ou veufs sans enfant, chaque canton ne devant fournir qu'un contingentement d'hommes qui sont groupés, après affectation, en détachement dont les officiers de recrutement prennent ensuite la charge. Certains préfèrent rejoindre le dépôt de leur régiment par leurs moyens personnels ou reçoivent leur feuille de route pour rejoindre leurs cantonnements lorsque l'armée est en campagne.
Entre 1804 et 1813, 2 300 000 Français sont ainsi appelés. La légende noire de Napoléon forgée à la Restauration veut qu'il ait plongé l'Europe dans un état de guerre continuel, comme l'atteste la déclaration du député de Bordeaux Joachim Lainé qui accuse la conscription d'être devenue « pour les Français un odieux fléau, parce que cette mesure a toujours été outrée dans son exécution », décimant la population des campagnes.
Sous l'Empire, 7 % à 8 % des Français en âge de porter les armes sont appelés sous les drapeaux. Les guerres napoléoniennes, qui sont encore pré-industrielles, représentent une mobilisation de la société civile exceptionnelle et jusqu'alors inégalée.  
À titre de comparaison, au cours de la Première Guerre mondiale un siècle plus tard,  20 % de la population masculine a été mobilisée.

### Garde impériale

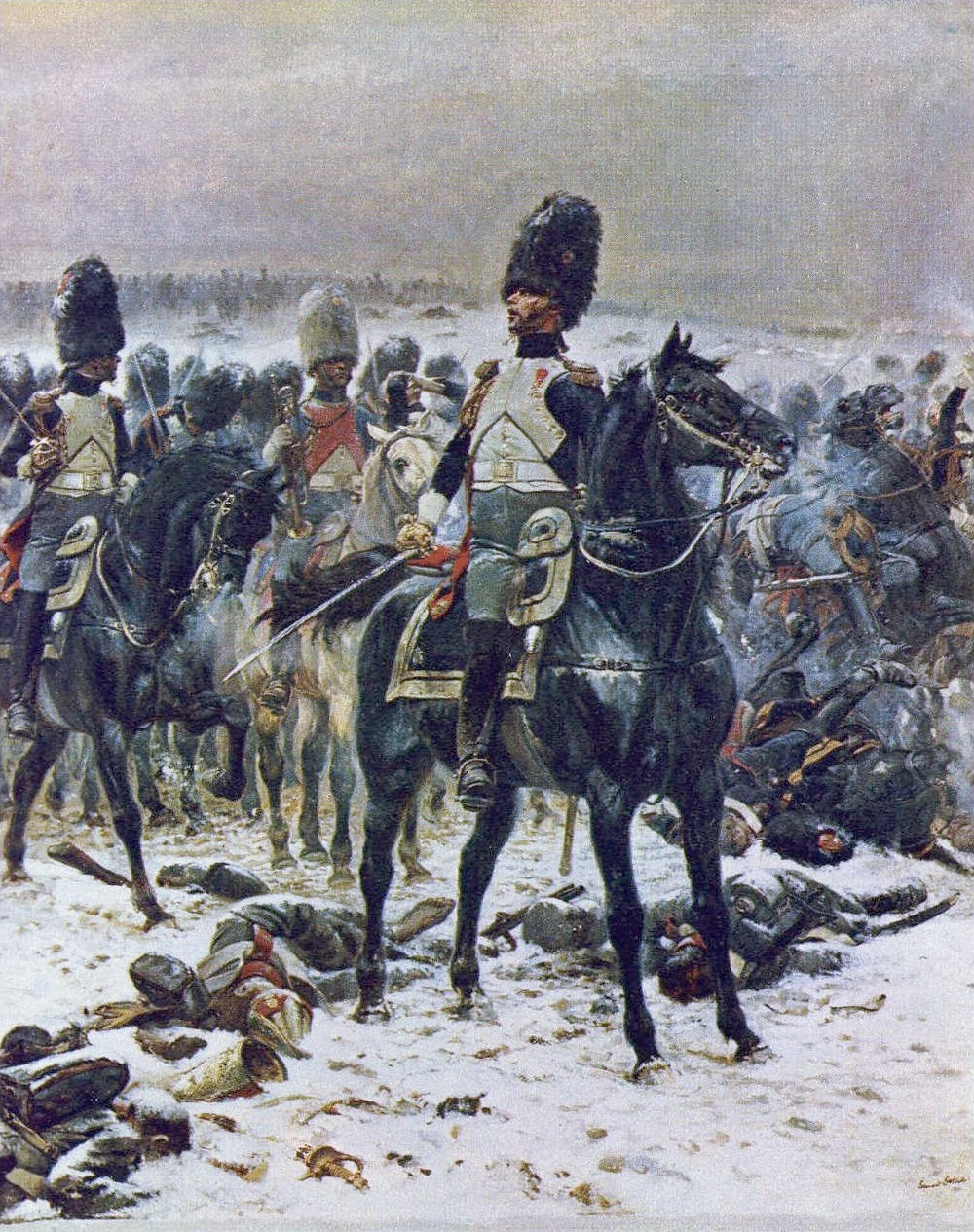
Les Grenadiers à cheval de la Garde impériale à Eylau. Huile sur toile d'Édouard Detaille, 1893, collection du musée Condé de Chantilly.

Unité d'élite servant originellement de garde rapprochée à Napoléon, la Garde impériale devient un corps d'armée à part entière le 18 mai 1804 (28 floréal an XII). La Garde impériale constitue la force sur laquelle l'Empereur peut s'appuyer en toutes circonstances. Il dira à Sainte-Hélène les mots suivants :
« Jamais il n'y eut un plus bel assemblage d'hommes intrépides que dans ce corps d'émulation et de récompense où l'on était admis qu'avec des qualités physiques et morales longuement éprouvées. »
Généralement gardée en « réserve tactique », elle est engagée comme « troupe de choc » faisant la décision au moment crucial des batailles livrées par l'Empereur : c'est ainsi qu'elle joue un rôle déterminant lors de la bataille d'Eylau livrée le 8 février 1807.
Lors de la bataille de Waterloo livrée le 18 juin 1815, ultime combat auquel il prend part, Napoléon fait donner la Garde vers 19 heures 30, au moment où les Alliés semblent prendre un avantage considérable. L'échec de l'attaque de la Garde et son recul scellent définitivement le sort de la bataille et entraînent la débâcle de l'armée napoléonienne.
La Garde impériale est articulée en trois composantes : la « Vieille Garde », composée des vétérans, la « Moyenne Garde » et la « Jeune Garde » qui mêlent régiments d'infanterie et de cavalerie. De nombreuses unités y sont rattachées, sans toutefois en faire organiquement partie, comme les Gardes d'honneur levés en 1813.

### La notion de Grande Armée

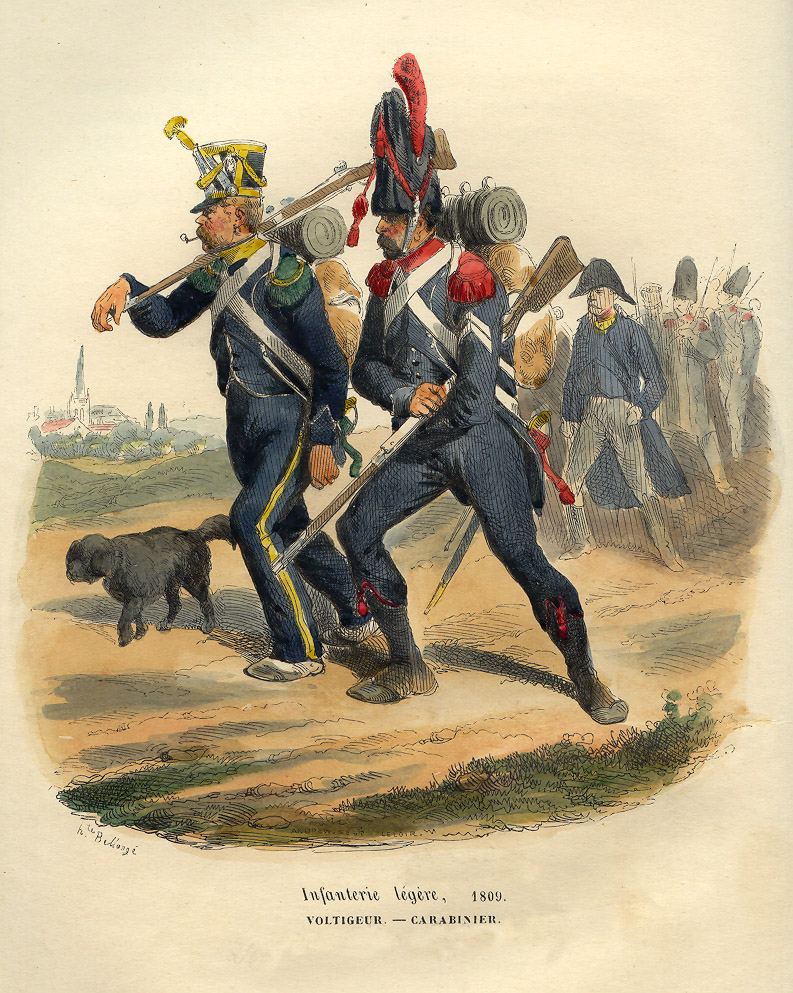
Voltigeur et carabinier français de la ligne d'après Hippolyte Bellangé.

Malgré la signature des paix de Lunéville (1801) et d'Amiens (1802) mettant fin à la guerre entre la France et la Deuxième Coalition, Napoléon assemble dès 1803 l'« armée des côtes de l'Océan » au camp de Boulogne, en vue d'un débarquement en Angleterre. C'est le début de la « première » « Grande Armée », nom donné par l'Empereur lui-même à cette imposante phalange. Avec la constitution de la Troisième Coalition en 1805 à l'initiative du Royaume-Uni, qui rassemble à ses côtés l'Empire russe, l'empire d'Autriche et la Suède, afin de lutter contre les progrès de la domination française en Italie (annexion de la république de Gênes et du duché de Parme) et en Allemagne, ce projet d'invasion revint à l'avant-plan des préoccupations de l'Empereur, grevé cependant par la menace que représente la supériorité de la Royal Navy. Dès le 27 août, l'armée d'invasion, devenue la « Grande Armée », forte de 183 000 hommes, marche vers le Rhin, sur les bords duquel se sont déjà portés Russes et Autrichiens. C'est le début de la campagne d'Autriche.
Cette première « Grande Armée » fut dissoute à l’occasion de l'entrevue d'Erfurt entre Napoléon et le tsar Alexandre Ier, l'Empereur ayant besoin de troupes pour renforcer ses armées engagées dans la guerre d'Espagne et du Portugal, où elles venaient de subir d'importants revers.
Si, sensus stricto, il désigne l'armée commandée personnellement par l'Empereur qui prit part aux campagnes d'Allemagne, d'Autriche, de Russie et de France, le terme, popularisé pendant le Premier Empire grâce au « bulletin de la Grande Armée », est entré dans le « vocabulaire historique usuel » pour désigner l'armée napoléonienne dans son ensemble.

### Armées d'Espagne et de Portugal

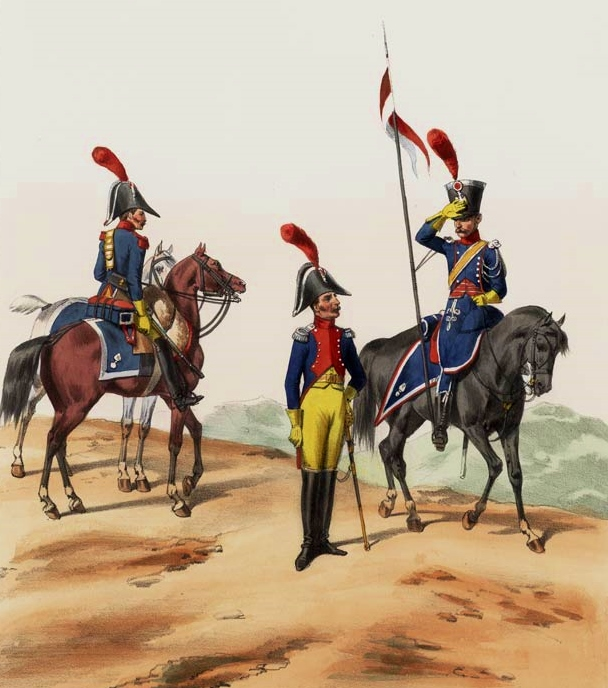
Gendarmerie française d'Espagne.

À l'automne 1807, le Portugal tardant à se soumettre aux exigences de Napoléon formalisées par deux ultimatums, l'empereur des Français décide d'envahir ce royaume. À la suite du traité de Fontainebleau signé avec Charles IV, il obtient une autorisation de passage à travers l'Espagne pour ses troupes (c'est la convention de Fontainebleau, signée le même jour que le traité), commandées par le général Junot, afin de réduire le Portugal auquel il déclare la guerre malgré la prise d'armes de ce royaume contre l'Angleterre. En octobre 1807, la première tentative d'invasion du Portugal est lancée.
Dans le même temps, Napoléon commence à se mêler des affaires intérieures espagnoles. Prétextant un envoi de renforts à Junot, il fait entrer en Espagne une nouvelle armée, à la tête de laquelle il place le maréchal Murat, en violation de la convention de Fontainebleau. Cette agression marque le début d'une manœuvre secrète de renversement des Bourbons d'Espagne qui aboutira à l'été 1808 à la guerre d'indépendance espagnole, concomitante aux trois invasions françaises du Portugal.

### Armée française pendant les Cent-Jours (1815)

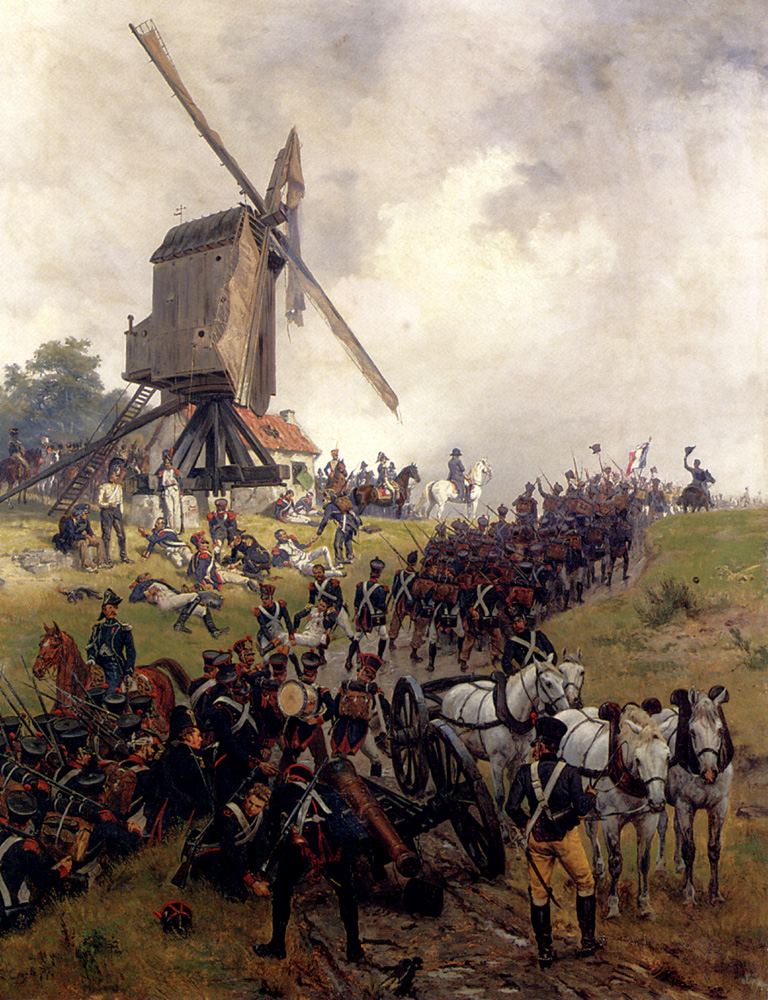
L'armée du Nord à la bataille de Ligny, le 16 juin 1815. Peinture d'Ernest Crofts, 1875.

Dès son retour de l'île d'Elbe, Napoléon réorganise l'armée afin de pouvoir faire face à l'Europe coalisée. L'armée napoléonienne est alors composée presque exclusivement d'unités françaises, à l'exception notable des Polonais qui ont toujours montré une fidélité sans faille à l'Empereur. « Ne pouvant, pour des causes politiques, rétablir la conscription, Napoléon se contente des 150 000 hommes dont 28 000 cavaliers laissés par le roi; il y ajoute 12 000 officiers et 85 000 militaires en congé, retraités, insoumis, etc., rappelle la Garde impériale, lève des gardes nationaux ... En dix semaines, il réunit environ 290 000 hommes de troupes actives, 220 000 de corps auxiliaires; pousse aux frontières sept petits corps d'observation pour retarder l'ennemi le cas échéant, laisse des garnisons dans les places que l'on aura pas le temps de remettre en état et forme une armée de campagne à son commandement (Armée du Nord - NdA) ».

### Armée intérieure

#### Garde nationale
La Garde nationale s'occupe avant tout du maintien de l'ordre dans les villes. Elle sert également de réserve à l'armée et est parfois mobilisée pendant les guerres napoléoniennes.

#### Garde municipale et gendarmerie impériale de Paris
La garde municipale de Paris est instituée par un décret du 4 octobre 1802. Elle est organisée en deux régiments d'infanterie à deux bataillons chacun et d'un escadron de cavalerie, tous chargés du maintien de l'ordre dans la capitale. Le recrues sont puisées chez les troupes de la ligne, parmi les officiers et les hommes ayant déjà effectué cinq campagnes. La garde de Paris se contente d'opérations de police jusqu'en 1805, où des détachements partent pour la Hollande. En 1807, les deux régiments d'infanterie, formés de soldats aguerris, sont engagés dans la campagne de Pologne et sont présents au siège de Dantzig puis à la bataille de Friedland. Deux bataillons passent ensuite au corps d'armée du général Dupont, avec lequel ils guerroient en Andalousie en 1808 et sont faits prisonniers à la bataille de Bailén. Un second détachement entre en Espagne et prend part à la défense de Burgos en 1812. Cependant, la même année, la conspiration de Malet et l'implication de la garde de Paris dans cette affaire entraîne la dissolution du corps.
La gendarmerie impériale de Paris est créée en 1813 avec des vétérans des légions de gendarmerie d'Espagne, en remplacement de la Garde municipale.

### Contingents étrangers

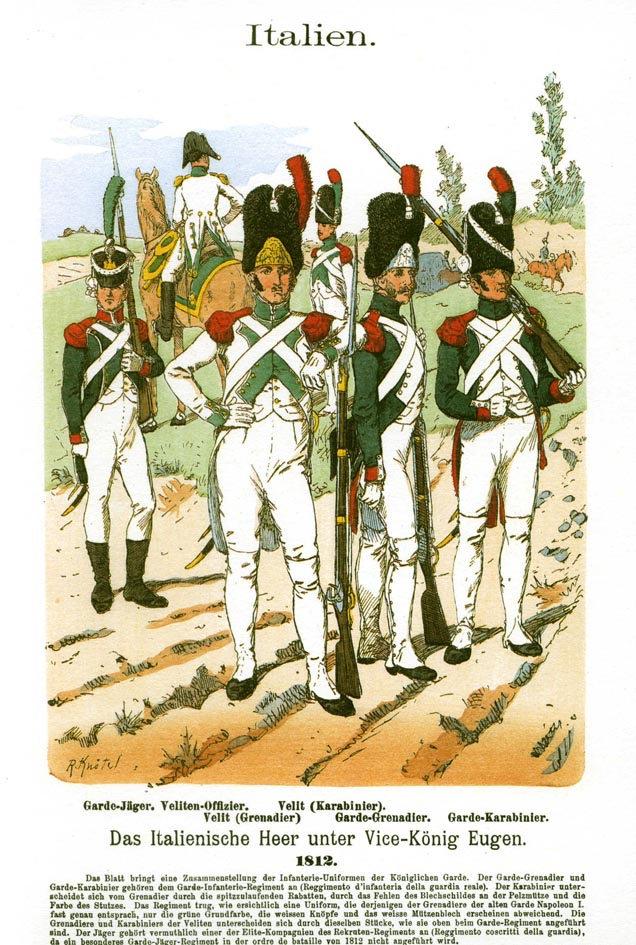
Infanterie de l'armée du royaume d'Italie d'après Richard Knötel.

Les contingents étrangers jouèrent un rôle important dans les campagnes menées par Napoléon et combattirent avec distinction dans la Grande Armée, presque tous les peuples européens y trouvant une place.
Lors de la campagne d'Autriche de 1809, un tiers de la Grande Armée était composé de soldats de la confédération du Rhin. À l'apogée de l'Empire, plus de la moitié des troupes qui marchent sur la Russie ne sont pas françaises mais représentent plus de 20 pays différents (300 000 Français, Hollandais et Belges, 95 000 Polonais (commandés par le général prince Poniatowski), 35 000 Autrichiens (dirigés par le prince Schwarzenberg), 25 000 Italiens, 24 000 Bavarois, 20 000 Saxons, 20 000 Prussiens (commandés par le général Grawert, puis par le général York), 17 000 Westphaliens, 15 000 Suisses et 3 500 Croates. À l'exception des Polonais, des Autrichiens et des Prussiens, les divers contingents étaient sous commandement de généraux et de maréchaux français.
L'armée napoléonienne compta aussi dans ses rangs de nombreuses unités étrangères ne relevant pas d'un état allié de l'Empire et qui combattaient donc sous l'« uniforme français » en « corps » constitués d'après leur nationalité.
Par ailleurs, l'application de la conscription dans les départements « annexés », pris sur les États voisins au gré des guerres de la Révolution, amena l'intégration de soldats « étrangers » dans les armées françaises : de nombreux « Belges » furent ainsi incorporés dans l'armée napoléonienne par l'application des lois militaires françaises dans les départements réunis - ceux-ci constituant 25 % des 1er et 2e régiments de Gardes d'honneur,. Ces conscrits et engagés « exogènes » ne furent cependant pas incorporés dans les régiments « nationaux » particuliers.
Les soldats « allemands », qu'ils viennent des départements annexés ou des États vassaux de la confédération du Rhin, voire des prisonniers de guerre autrichiens intégrés dans les rangs français, sont souvent frappés par le climat de camaraderie et de relative égalité entre soldats et gradés, au contraire des armées allemandes où les coups et injures envers les soldats sont d'usage courant : le modèle républicain de la « discipline librement consentie » continue de prévaloir. En revanche, ils éprouvent un certain malaise devant les pillages, parfois accompagnés de viols et meurtres, pratiqués par leur armée sur la population civile. Confrontés à des résistances populaires anti-françaises en Italie du Sud, en Espagne, puis en Russie, les recrues allemandes sont partagées entre une certaine admiration pour le patriotisme de leurs adversaires et une horreur envers la férocité des guérilleros calabrais ou espagnols qui supplicient leurs prisonniers français.

### Troupes aux colonies
Voir Expédition de Saint-Domingue
Sous l'Ancien Régime, à partir de 1792, les forces françaises aux colonies se composent de six régiments d'infanterie à deux bataillons. Ces troupes subissent toutefois de lourdes pertes à cause des révoltes locales, des attaques britanniques et des maladies, et finissent par n'avoir guère d'existence que sur le papier. À l'avènement du Consulat, Napoléon Bonaparte décide d'envoyer 40 000 soldats outre-mer afin de rétablir l'ordre et crée dans un même temps les « dépôts coloniaux », établis dans plusieurs ports de France et destinés à fournir des renforts pour les colonies. Le 16 août 1803, le Premier consul ordonne l'organisation de quatre « bataillons coloniaux » à cinq compagnies ; l'effectif total est d'environ 6 000 hommes, chargés de la formation des recrues en partance pour l'outremer et du service des places dans les ports français.
Les unités de conscrits sont envoyées dans les Antilles jusqu'en 1809, et les défendent contre les Britanniques aux côtés des soldats de la ligne. En France, les bataillons coloniaux se distinguent contre les incursions britanniques à Belle-Île, à l'expédition de Walcheren aux Pays-Bas et à Oléron. À cette période, de plus en plus de réfractaires et de « mauvais sujets » rejoignent les rangs de ces unités, si bien que Napoléon interdit de leur distribuer des armes. En 1811, chaque bataillon se voit adjoindre un corps de « pionniers coloniaux » remplissant les tâches habituelles du génie. Pendant la campagne d'Allemagne en 1813, le général Molitor qui commande en Hollande se plaint de la très mauvaise conduite des fantassins coloniaux, et René Chartrand note qu'« ivrognes, voleurs, assassins, ils sont capables de tous les crimes et menacent de tirer sur les officiers qui s'opposent à leur brigandage ». Ils n'en défendent pas moins avec énergie l'île de Bommel au mois de décembre, mais ne participent pas à la campagne de France l'année suivante. Ils subsistent encore un temps sous la monarchie avant d'être finalement dissous le 16 septembre 1819.

### Autres institutions militaires

#### Écoles militaires
« En 1809, Napoléon imagina l'École spéciale de cavalerie, destinée à attirer dans l'armée une jeunesse riche en lui donnant le goût de l'équitation. Les élèves formés étaient versés dans les régiments de cavalerie avec le grade de sous-lieutenant. L'école fut installée dans le château de Saint-Germain-en-Laye ».

## Les différentes unités de l'armée napoléonienne
L'armée napoléonienne est constituée d'unités d'infanterie, de cavalerie et d'artillerie. À cela s'ajoutent le génie, les services (ravitaillement, santé) ainsi que les états-majors.

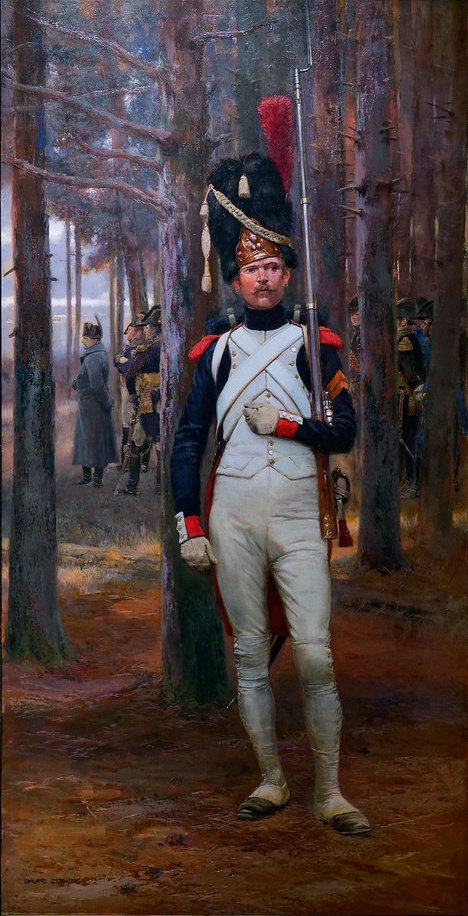
Grenadier de la Garde impériale (Premier Empire) en 1812 par Édouard Detaille.
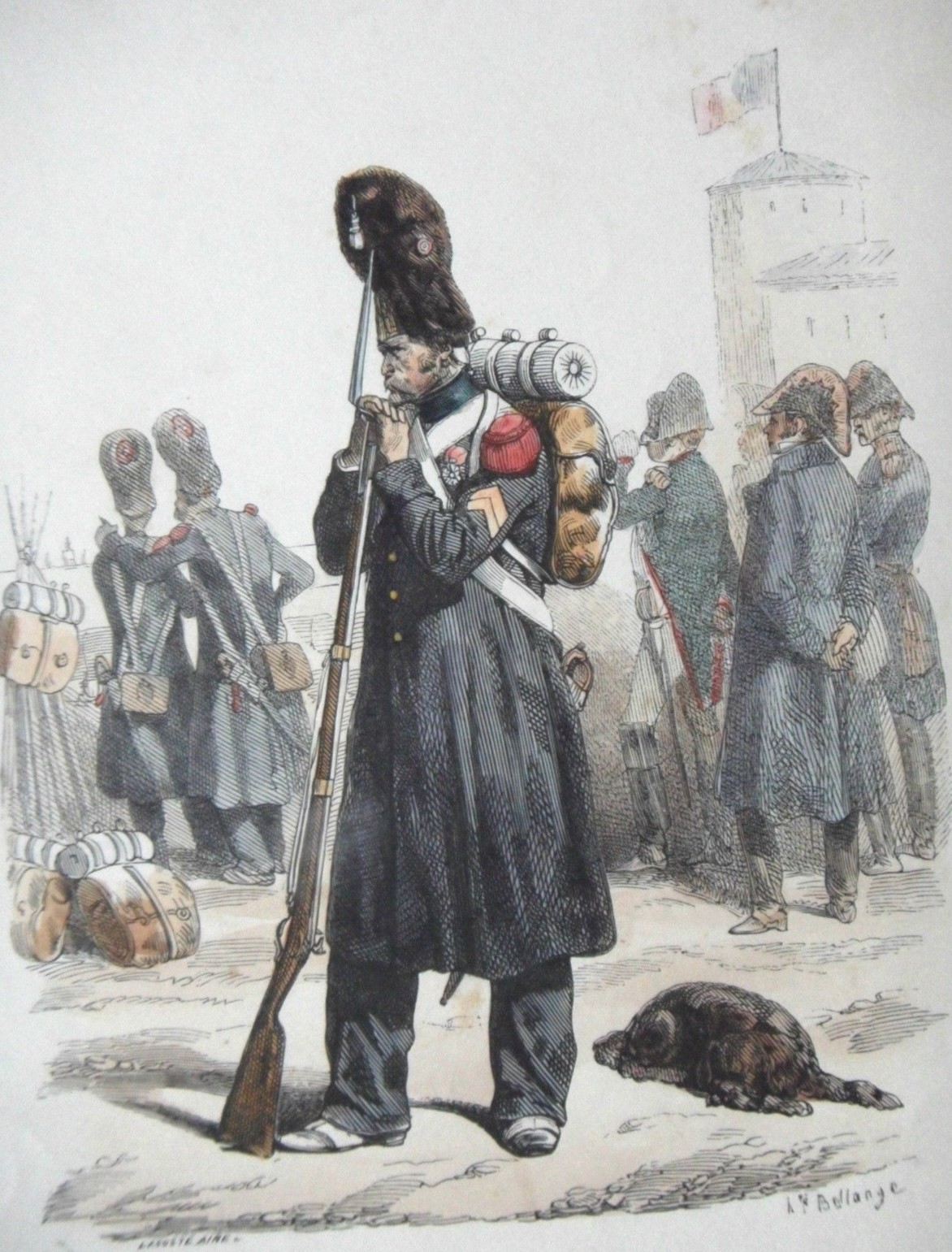
Grognard de la Vieille Garde en 1813.
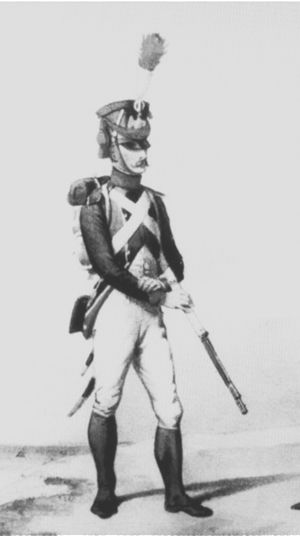
Tirailleur du 1er régiment de Tirailleurs en 1811.
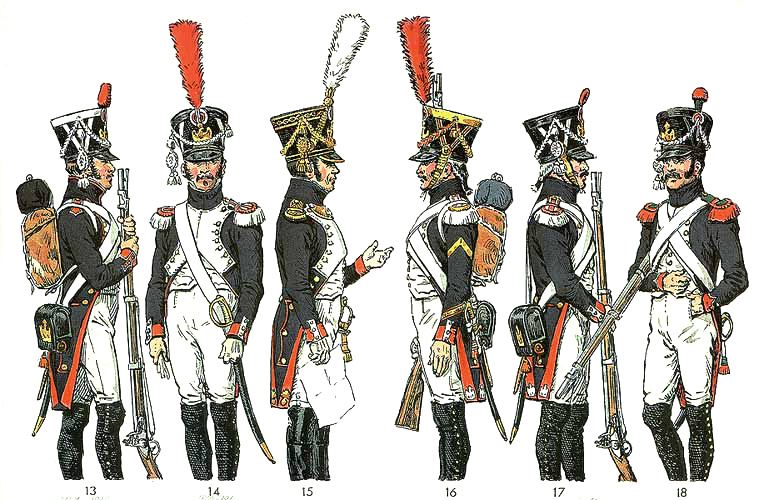
Fusilier-grenadiers et fusiler-chasseur, 1806-1814.

### Infanterie
L'infanterie constitue le gros des troupes de la Grande Armée. On en distingue trois types : l'infanterie de ligne, l'infanterie légère et l'infanterie de la Garde impériale.

#### Infanterie de ligne

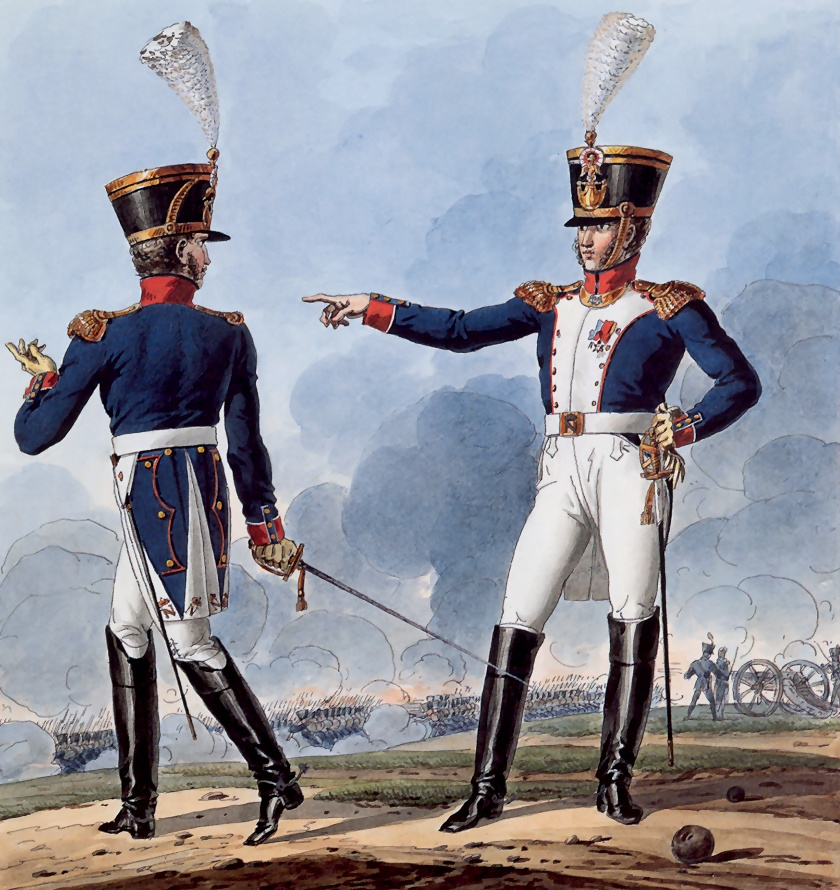
Chef de bataillon et colonel d'infanterie de ligne (Carle Vernet, La Grande Armée de 1812).

À l'époque napoléonienne, l'infanterie de ligne est l'infanterie de base qui constitue le gros des troupes. Le plastron des soldats de l'infanterie de ligne était blanc.
Les régiments d'infanterie de ligne étaient numérotés de 1 à 156 mais il y avait une vingtaine de numéros qui n'étaient pas attribués. La composition des régiments est variable. Elle est généralement de 2 à 4 bataillons, parfois 5 (mais ce cinquième bataillon était alors un bataillon de dépôt). Les bataillons de ligne comprenaient chacun six compagnies dont deux d'élite (une de grenadiers et une de voltigeurs) et quatre du centre (fusiliers). En bataille, la compagnie de voltigeurs est à gauche du reste du bataillon, les quatre compagnies de fusiliers sont au centre et la compagnie de grenadiers est à droite.
Une compagnie de fusiliers (à effectif complet) comprenait :
- trois officiers : un capitaine (qui dirige la compagnie), un lieutenant et un sous-lieutenant ;
- cinq sous-officiers : un sergent-major et quatre sergents ;
- quatre-vingt-onze hommes de troupe : un caporal-fourrier, huit caporaux, quatre-vingts soldats, deux tambours

Ces compagnies étaient rarement complètes. De plus, les compagnies d'élite avaient, organiquement, un effectif moindre.
Les compagnies de grenadiers de l'infanterie de ligne ne doivent pas être confondues avec les grenadiers de la Garde impériale. Si les premières sont l'élite de leur régiment, les secondes sont l'élite de l'armée. Malgré son appellation, le grenadier n'est plus, comme à son origine, un lanceur de grenades. Il est sélectionné parmi les soldats des compagnies du centre sur base de sa bravoure, de son ancienneté (minimum quatre ans de service) et de sa grande taille. Les grenadiers de l'infanterie de ligne ne portaient pas le bonnet à poil mais un shako plus haut et plus décoré que celui des autres compagnies. Ils portaient également des épaulettes à franges de couleur rouge.
Les compagnies de voltigeurs de l'infanterie de ligne n'ont été créées qu'en 1805 sur le modèle des voltigeurs de l'infanterie légère. En théorie, le voltigeur est un soldat capable de sauter en croupe d'un cavalier afin d'augmenter sa mobilité. Napoléon s'est toutefois opposé à cette pratique car il estimait qu'elle était incompatible avec l'exécution des missions de la cavalerie. Il souhaitait toutefois que les voltigeurs soient plus mobiles que les autres fantassins. Pour cela, ils devaient être équipés d'un fusil plus léger mais ce fut rarement le cas. Tout comme la compagnie des grenadiers, celle des voltigeurs était d'élite et la solde était aussi plus élevée. Les voltigeurs étaient généralement de petite taille. Ils portaient des cols de couleur jaune (chamois) et des épaulettes à franges vertes. Les voltigeurs avaient des cornets (petits cors de chasse) au lieu de tambours. Les voltigeurs pouvaient selon les circonstances agir comme éclaireurs ou protéger le flanc gauche du bataillon, le flanc droit étant défendu par les grenadiers.

#### Infanterie légère

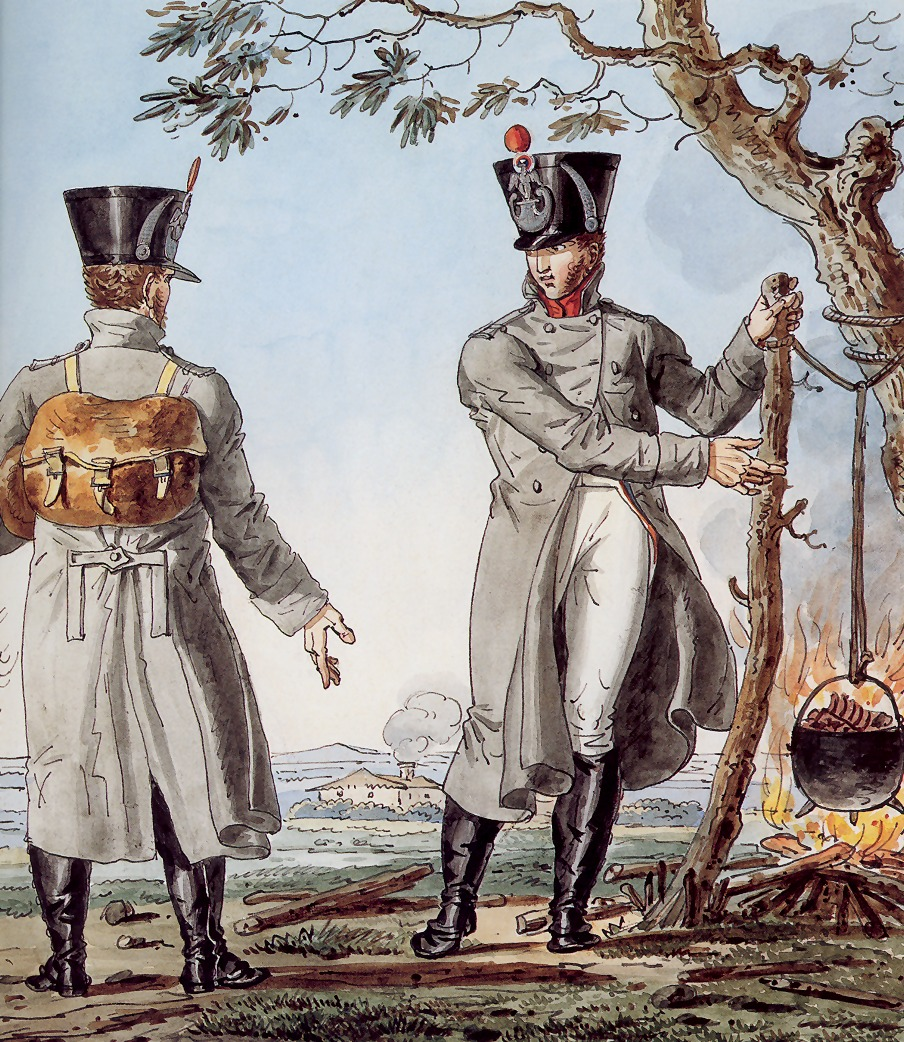
Officiers d'infanterie légère en costume d'hiver (Carle Vernet, La Grande Armée de 1812).

En théorie, l'infanterie légère est destinée à opérer dans les terrains difficiles (bois, traversée de cours d'eau, terrain montagneux) mais, de fait, elle est utilisée comme l'infanterie de ligne. Elle ne diffère de cette dernière que par l'appellation et l'uniforme. Son armement, son équipement, son entraînement et ses missions sont les mêmes. L'organisation est similaire à l'infanterie de ligne. La principale différence vestimentaire réside dans le plastron qui est bleu foncé dans l'infanterie légère alors qu'il est blanc dans l'infanterie de ligne. À noter que l'infanterie légère est capable de combattre en tirailleur. Elle est souvent placée en avant des bataillons de ligne lors des batailles. La formation en tirailleur fait d'elle une cible difficile pour les tirs ennemis (mousqueterie ou artillerie), alors que ceux-ci, qui se trouvent en « formation dense », sont très sensibles à son tir. En revanche, face à une charge de cavalerie, les tirailleurs ne peuvent pas opposer de résistance efficace.
Le nombre de régiments légers n'a, apparemment, jamais dépassé quarante. Chaque régiment comprend 2 à 3 bataillons (voire 5 pendant les Cent-Jours). Chaque bataillon comprend six compagnies dont deux d'élite (une de carabiniers et une de voltigeurs) et quatre du centre (chasseurs). En bataille, la compagnie de voltigeurs est à gauche, les quatre compagnies de chasseurs au centre et la compagnie de carabiniers à droite.
Les compagnies de chasseurs de l'infanterie légère ne doivent pas être confondues avec les chasseurs à pied de la Garde impériale.
Les carabiniers correspondent aux grenadiers de la ligne et portent également des épaulettes rouges. La haute taille n'est toutefois pas requise. Vu leur nom, les carabiniers devraient être armés d'une carabine mais ils ont généralement un fusil. Ils sont toutefois choisis parmi les tireurs les plus qualifiés de l'armée.

Les voltigeurs ont servi de modèle à leurs homonymes de la ligne puisqu'ils ont été créés un an auparavant, soit en 1804. Ils portent aussi les épaulettes vertes.

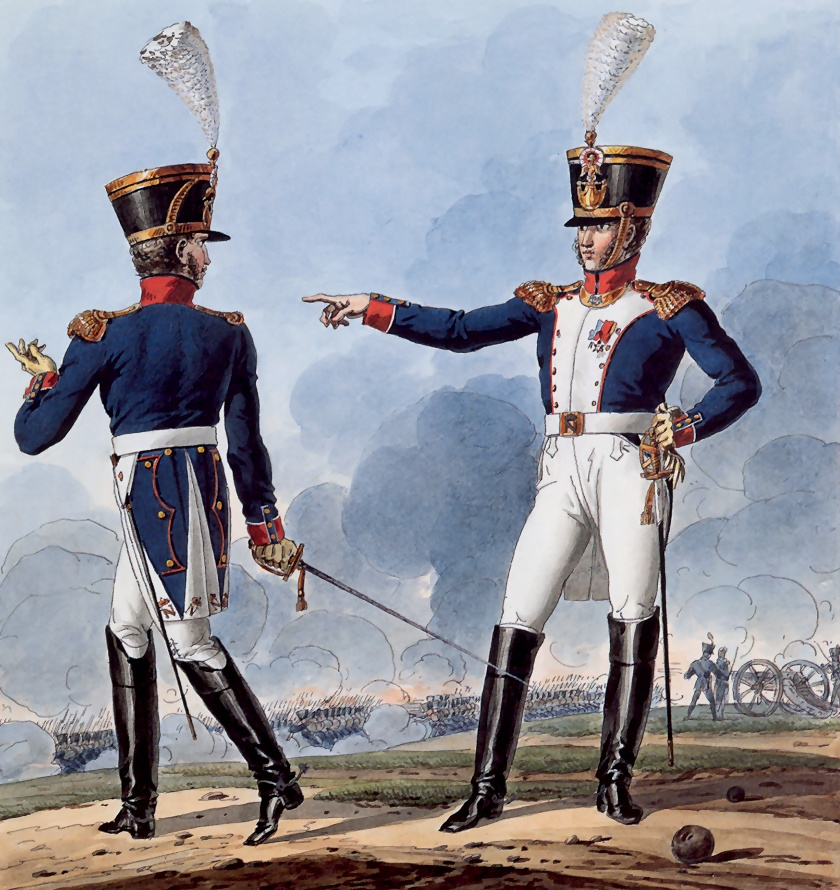
Chef de bataillon et colonel d'infanterie de ligne.
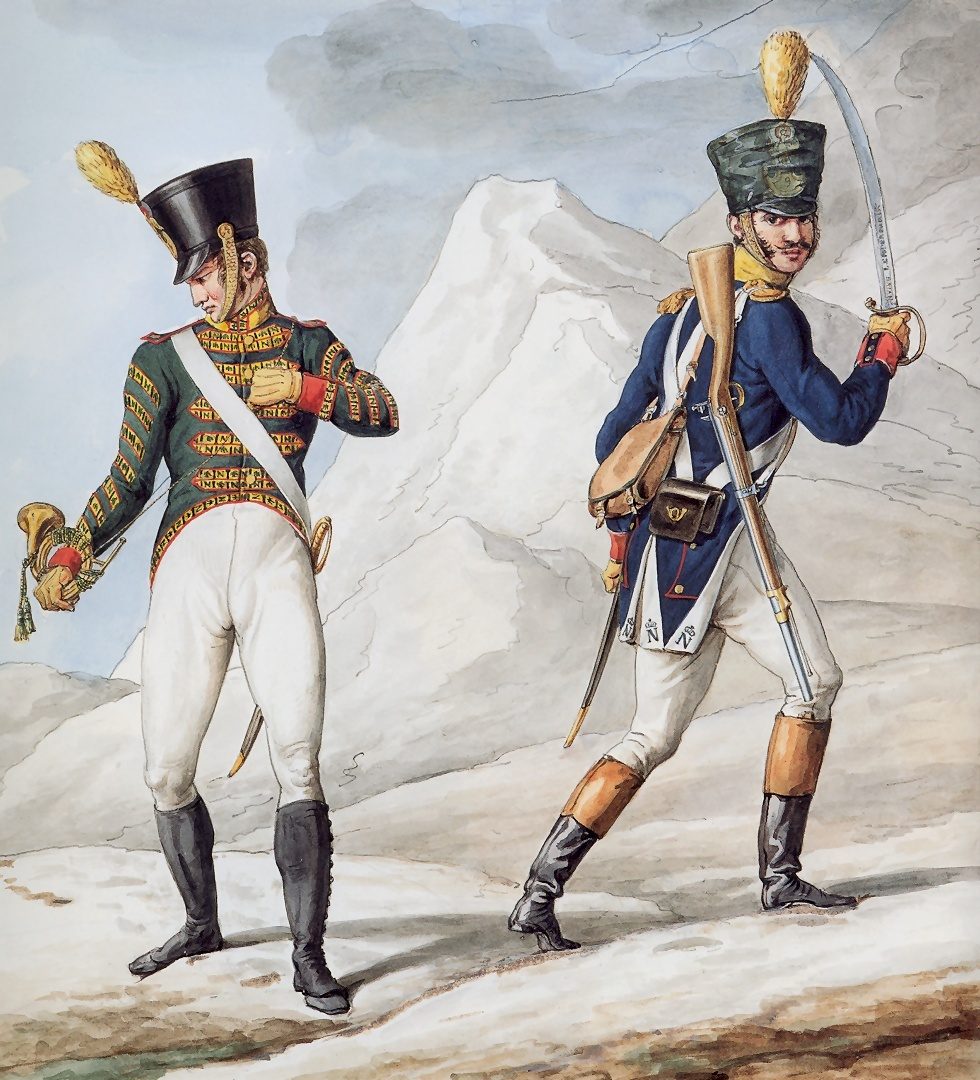
Cornet et officier voltigeur d'infanterie de ligne.
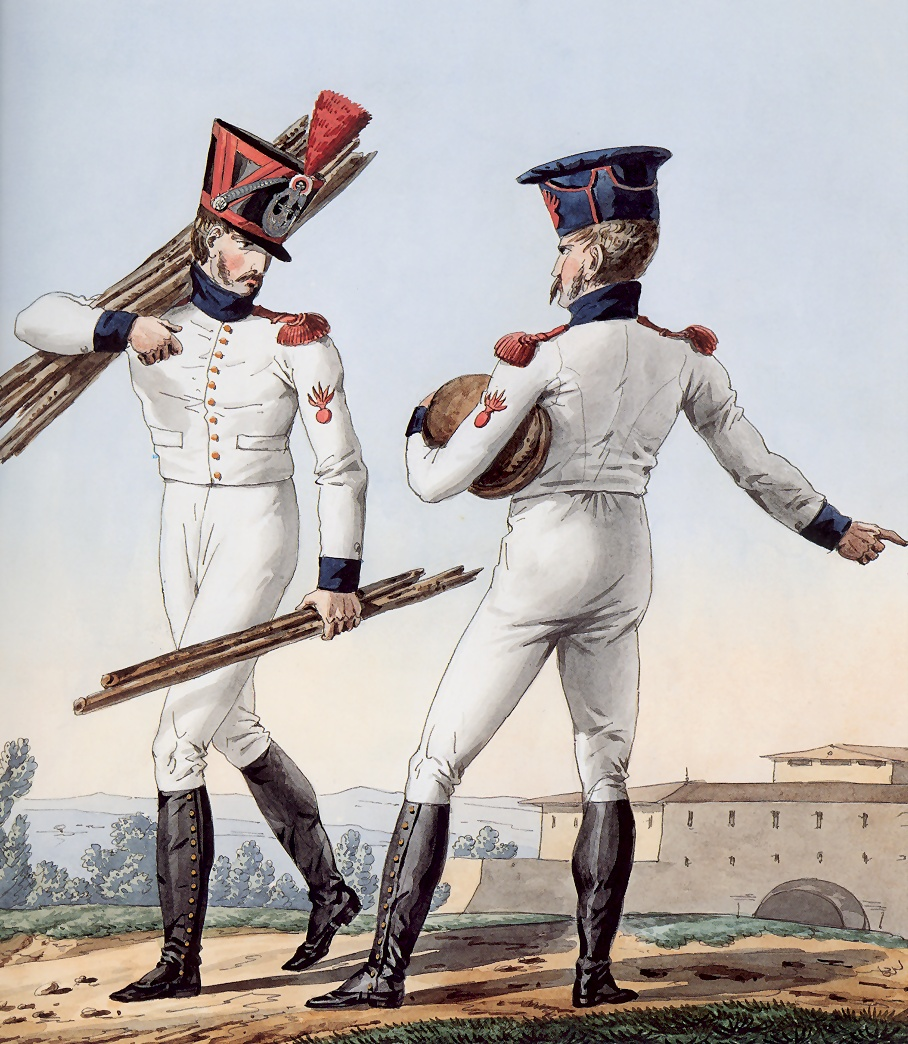
Grenadier d'infanterie de ligne.

#### Infanterie de la Garde impériale
L'infanterie de la Garde impériale est, par définition, destinée à la protection du souverain. De fait, elle constitue une réserve d'élite. À son apogée, elle comprenait des unités de type suivant : grenadiers, fusiliers, tirailleurs, chasseurs à pied et voltigeurs
Le 1er régiment de grenadiers et le 1er régiment de chasseurs à pied constituaient l’infanterie de la Vieille Garde qui était l’élite de la Grande Armée.
Pour faire partie des grenadiers de la Garde, il fallait avoir fait preuve de bravoure et beaucoup d’entre eux étaient décorés de la légion d’honneur. Il fallait également avoir une taille minimale de 5 pieds et 5 pouces (1,76 m) mais, vu le manque d’hommes grands, on trichait parfois de quelques centimètres. Un service minimum de 12 ans dans l’armée impériale était exigé pour appartenir au 1er régiment si bien que tous ces grenadiers portaient au moins un chevron d’ancienneté ; le premier étant obtenu au terme de 10 ans, le deuxième 15 et le troisième 20. La moyenne d’âge était de 35 ans. Les grenadiers portaient le bonnet à poil garni d’un triangle en laiton sur l’avant. Il était d’usage de porter la moustache et surtout, à chaque oreille, un anneau d’or. Les compagnies étaient fortes de 150 à 200 hommes.
Les chasseurs à pied constituaient l’autre unité d’infanterie de la Vieille Garde. Les critères de sélection étaient comparables à ceux des grenadiers, la taille excepté. À la différence des bonnets à poil des grenadiers, ceux des chasseurs ne portaient pas de pièce métallique. Les chasseurs à pied de la Garde impériale constituaient son infanterie légère. Le plus célèbre des chasseurs à pied de la Vieille Garde est certainement le général Cambronne, qui lâcha un « merde ! » lors de la défaite de Waterloo.
Les fusiliers et les unités étrangères de la Garde étaient regroupés dans la Moyenne Garde qui contenait aussi le reste des régiments de grenadiers et de chasseurs à pied de la Garde.
Les tirailleurs et les voltigeurs constituaient la Jeune Garde ; les premiers étaient le prolongement des grenadiers et les seconds des chasseurs à pied. Ces unités portaient le shako.

### Cavalerie
On distingue la cavalerie légère, la cavalerie de ligne et la cavalerie lourde. Un régiment de cavalerie avait un effectif de 800 à 1 200 hommes mais à la suite des pertes des combats, les effectifs pouvaient parfois être réduits de 30 %. Un régiment comprenait généralement 3 ou 4 escadrons. Chaque escadron était composé de deux compagnies commandées chacune par un capitaine. Le capitaine le plus ancien exerçait, en cumul, la fonction de chef d'escadron. Chaque compagnie avait un effectif de 3 officiers, 4 sous-officiers, 4 brigadiers, (74 cavaliers et une trompette. Ces chiffres variaient légèrement en fonction du type d'unité.
La robe des chevaux correspondait à l'escadron : noir pour le 1er (escadron d'élite), bai pour le 2e, alezan pour le 3e, gris pour le 4e.

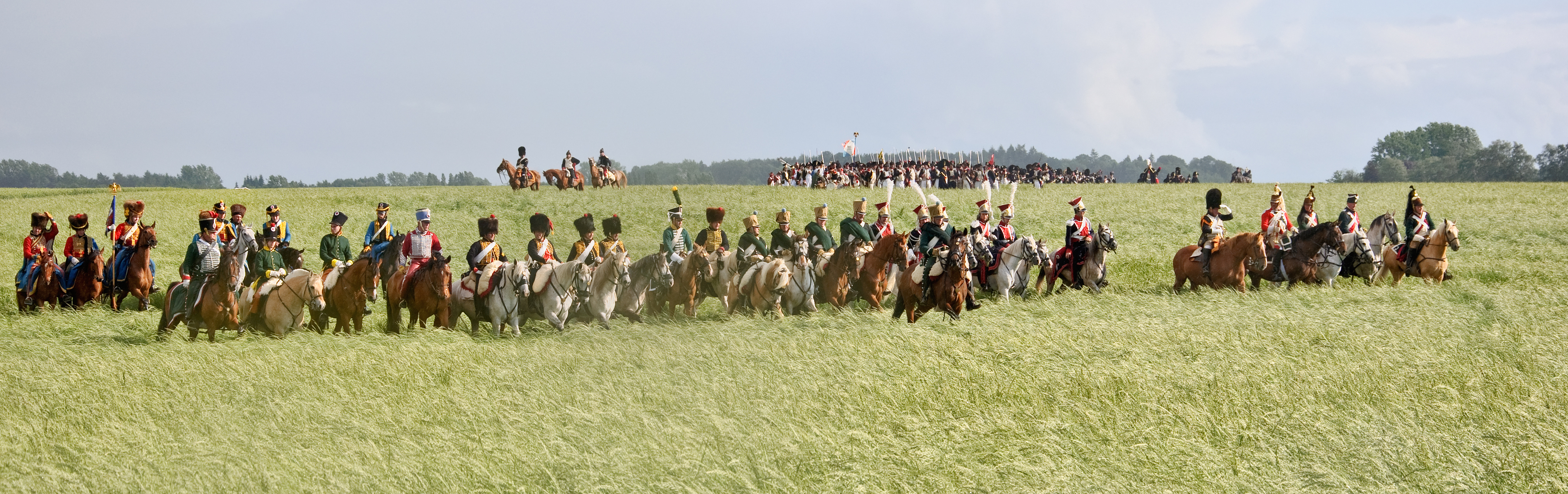
Échantillon de la cavalerie de l'armée napoléonienne lors d'une reconstitution de la bataille de Waterloo : hussards, chasseurs à cheval, chevau-légers lanciers, grenadiers, dragons.

#### Cavalerie légère
La cavalerie légère à la fin de l'ère napoléonienne comprend les hussards, les chasseurs à cheval et les chevau-légers lanciers.
Les chevaux de la cavalerie légère avaient une taille de 149 à 153 cm.
La cavalerie légère était intégrée dans des divisions et des corps d'infanterie et, contrairement à la cavalerie lourde et à la cavalerie de ligne, ne faisait pas partie du corps de réserve de cavalerie. Elle attaquait les lignes ennemies par les flancs ou par derrière, de façon à créer la surprise, voire la panique, dans les rangs ennemis. Elle était aussi les « yeux » de l'armée, à elle les missions de reconnaissance. C'est aussi en général à elle que revient le rôle de poursuivre l'ennemi une fois que celui-ci bat en retraite (le meilleur exemple étant la « petite guerre des hussards » menée par Lasalle en 1806 à la suite de la victoire d'Iéna).
La cavalerie légère de la Garde comprenait deux régiments de chevau-légers lanciers (les lanciers polonais et les lanciers rouges) et un régiment de chasseurs à cheval. Au sein de ce dernier se trouvait l'escadron de mamelouks, fort de 250 cavaliers ramenés de l'expédition d'Égypte et qui portaient un uniforme pittoresque. En 1813 furent créés trois régiments d'éclaireurs de la Garde.

#### Cavalerie de ligne
On classe dans cette catégorie les lanciers et les dragons.
La cavalerie de ligne, comme la cavalerie lourde, était utilisée pour créer une faille dans les lignes ennemies et ainsi permettre aux unités d'infanterie de pénétrer à l'intérieur des rangs ennemis. Leurs chevaux avaient une taille comprise entre 153 et 155 cm. Les régiments de cavalerie de ligne appartenaient, pratiquement tous, au corps de réserve de cavalerie. Les dragons étaient normalement destinés à se déplacer à cheval et à combattre à pied. Les lanciers étaient armés de lances.
Le régiment des dragons de la Garde (aussi appelé « dragons de l'Impératrice ») constituait le seul régiment de cavalerie de ligne de la Garde.

#### Cavalerie lourde
La cavalerie lourde de l'armée impériale est constituée par les cuirassiers, les carabiniers et les grenadiers à cheval.
Dans ces unités d'élite, les cavaliers étaient des hommes robustes tout comme leur monture dont la taille était fixée réglementairement entre 155 cm et 160 cm. La cavalerie lourde appartenait au corps de réserve de cavalerie.
On dénombre 14 régiments de cuirassiers. Ces unités sont destinées à créer la rupture dans une ligne défensive ennemie préalablement affaiblie par des tirs d'artillerie. Les cuirassiers peuvent aussi charger la cavalerie ennemie. Enfin, leur dernier rôle était de poursuivre l'armée ennemie lorsque celle-ci se repliait ou battait en retraite. Les cuirassiers montent des chevaux spécialement sélectionnés pour leur taille et leur puissance. Ils portent, comme l'indique leur nom, une cuirasse. Cette protection en tôle de trois mm d'épaisseur pèse 7 kg et protège le torse et le dos contre les coups de sabre. Elle n'arrête pas les balles de fusil. Le cuirassier porte un casque avec un cimier surmonté d'une houppette et avec, pour protéger la nuque, une longue crinière noire. Il est armé d'un long sabre droit, d'un pistolet et d'un mousquet. Ce dernier est souvent laissé à l'arrière.
On ne compte que deux régiments de carabiniers à cheval. Leurs missions sont similaires à celles des cuirassiers. Les carabiniers portent également, depuis 1810, une cuirasse mais de couleur jaune. Cette décision fut prise par Napoléon à la suite des nombreuses pertes, en 1809, dues aux lances des uhlans autrichiens.

Le régiment de cavalerie lourde de la Garde était le régiment de grenadiers à cheval de la Garde. Ceux-ci, contrairement à leur nom, ne jetaient pas de grenades.

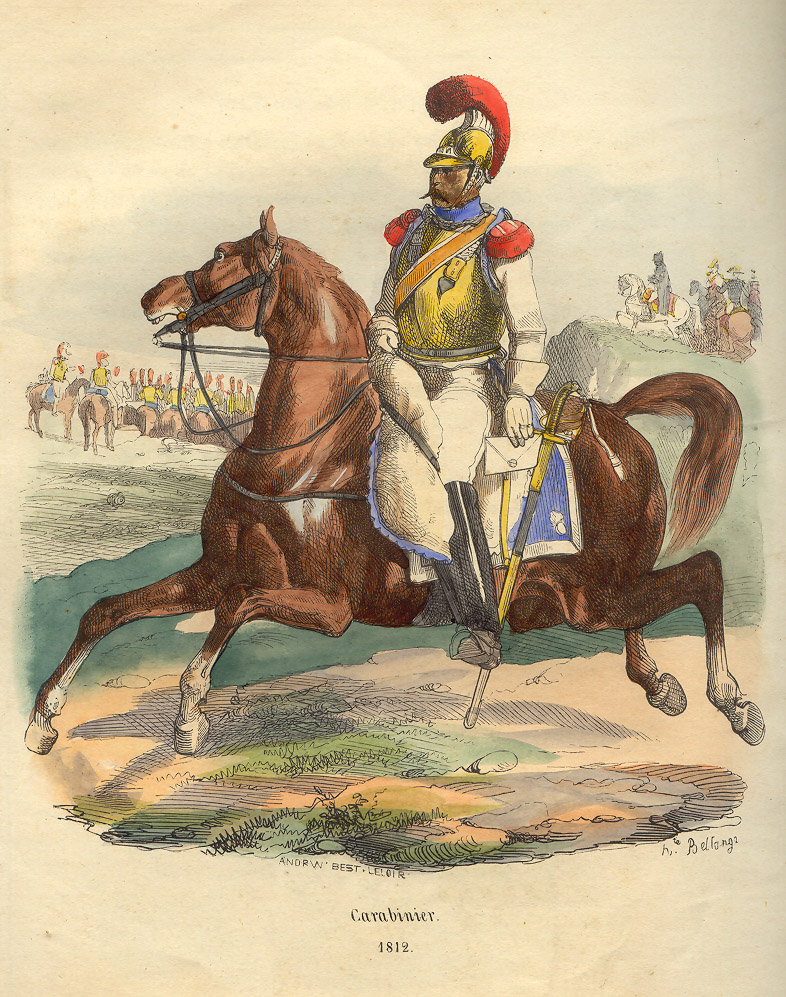
Un carabinier à cheval français.
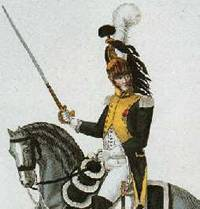
Un officier dragon du 21e régiment de dragons.
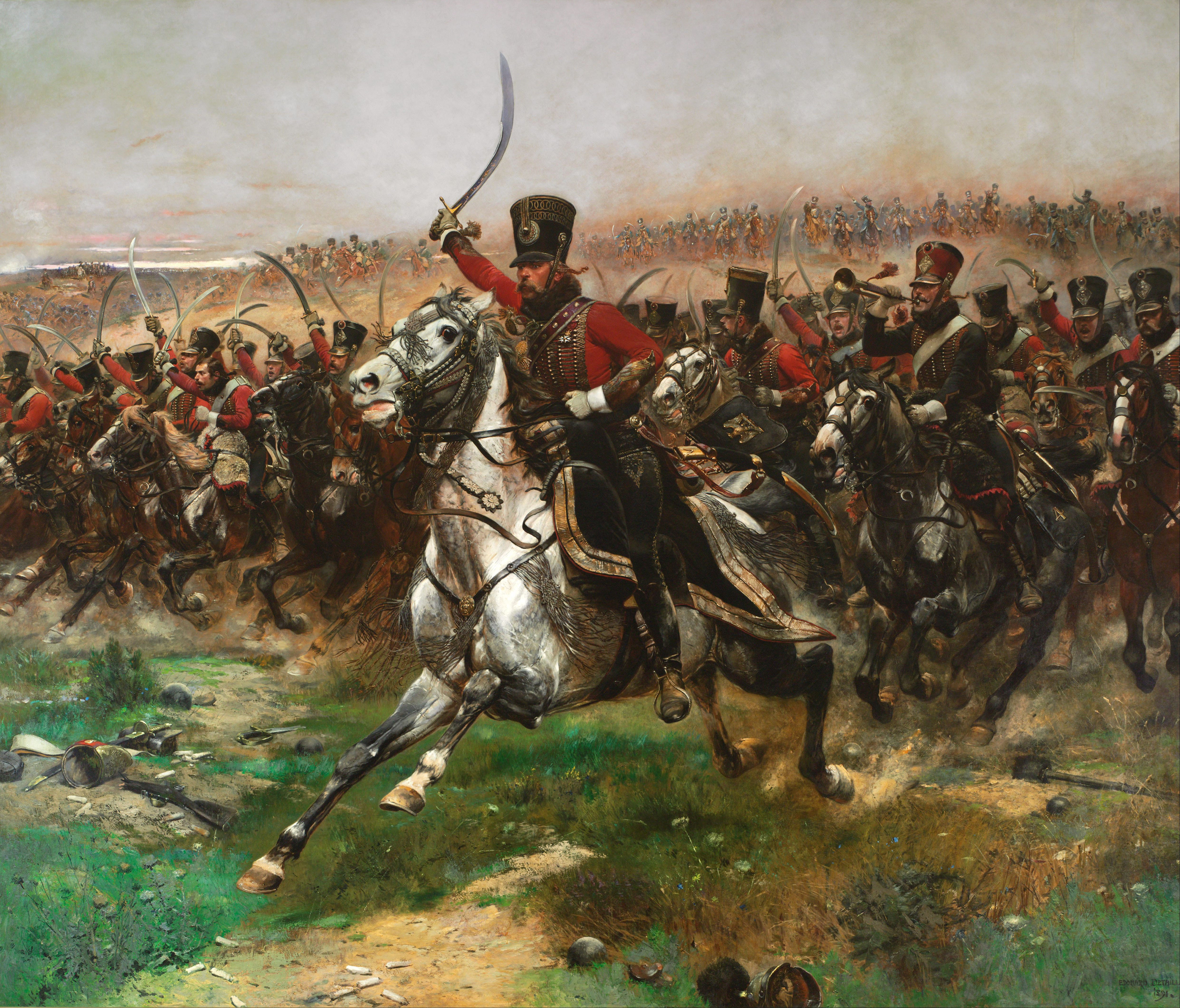
Le 4e régiment de hussards lors de la bataille de Friedland.
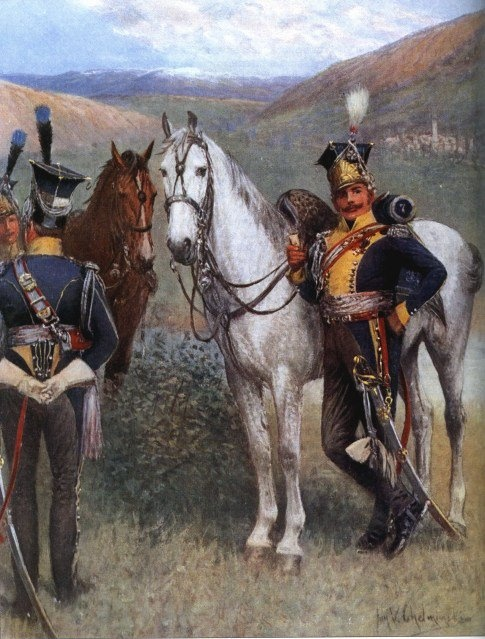
Un lancier du régiment de la Vistule.

### Artillerie

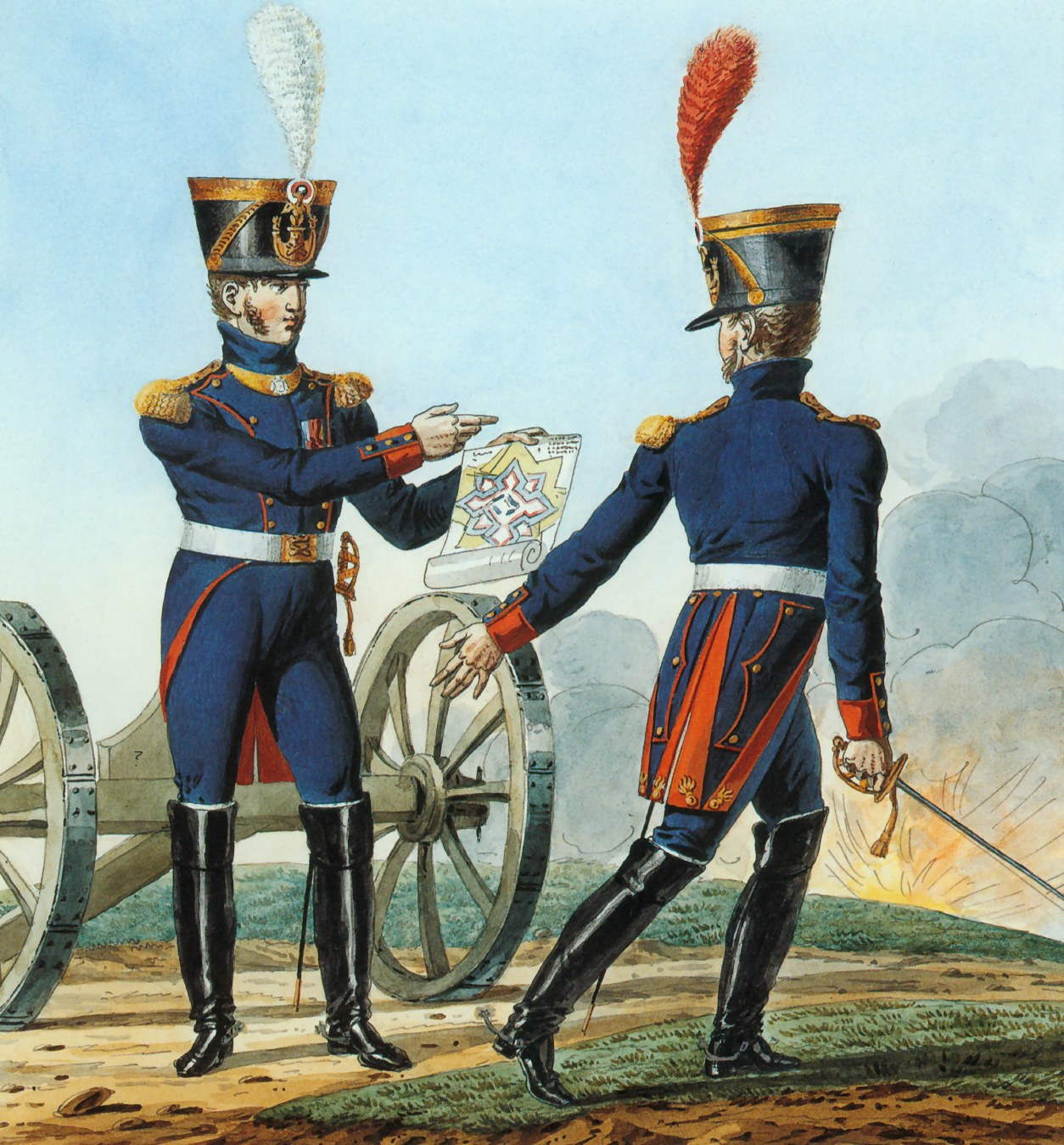
Colonel et chef d'escadron d'artillerie (Carle Vernet, La Grande Armée de 1812).

Dans l'artillerie napoléonienne, on distingue trois types d'unité : la compagnie d'artillerie à pied, la compagnie d'artillerie à cheval et la compagnie du train. Certains auteurs utilisent l'appellation batterie plutôt que compagnie. Les compagnies d'artillerie à pied ou à cheval assurent la mise en œuvre des pièces (la mise en place des pièces, leur préparation pour le tir et le tir en lui-même) tandis que les compagnies du train sont chargées de leur transport.
- Les compagnies d'artillerie à pied ont un effectif de 120 hommes (4 officiers, 10 sous-officiers et 106 hommes de troupe) et n'ont aucun cheval. La compagnie à pied met en œuvre 6 canons et 2 obusiers.
- Les compagnies d'artillerie à cheval ont un effectif de 100 hommes (4 officiers, 10 sous-officiers et 80 hommes de troupe). Chaque homme dispose d'un cheval de selle. La compagnie à cheval met en œuvre 4 canons et 2 obusiers.
- Les compagnies du train ont un effectif théorique de 141 hommes (1 officier, 14 sous-officiers, 126 hommes de troupe). Elles disposent de 20 chevaux de selle et de 230 chevaux de trait. Cette organisation a pour but de ne pas laisser les chevaux de trait trop près des pièces lors de la bataille.

Les pièces d'artillerie comprennent des canons dont le calibre peut être de 4, 6, 8 ou 12 livres et des obusiers de 5 ou 6 pouces. L'attelage d'un canon ou d'un obusier est de 4 chevaux de trait sauf pour le canon de 12 livres qui en requiert 6. Les caissons à munitions sont tirés par 4 chevaux. Généralement, 3 caissons à munitions sont prévus par pièce.
La Garde impériale disposait elle aussi d'une puissante réserve d'artillerie.

### Services de soutien
Les services de soutien de la Grande Armée, comme leur nom l'indique, apportent un soutien important et efficace aux autres unités de l'armée napoléonienne. On y trouve des ingénieurs, des officiers de santé, des estafettes, des commissaires des guerres…

#### Service de santé

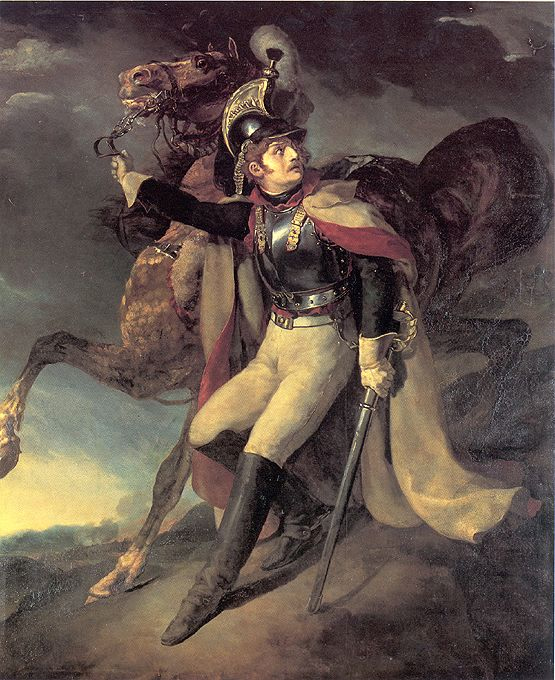
Cuirassier blessé quittant le feu en 1814 par Théodore Géricault.

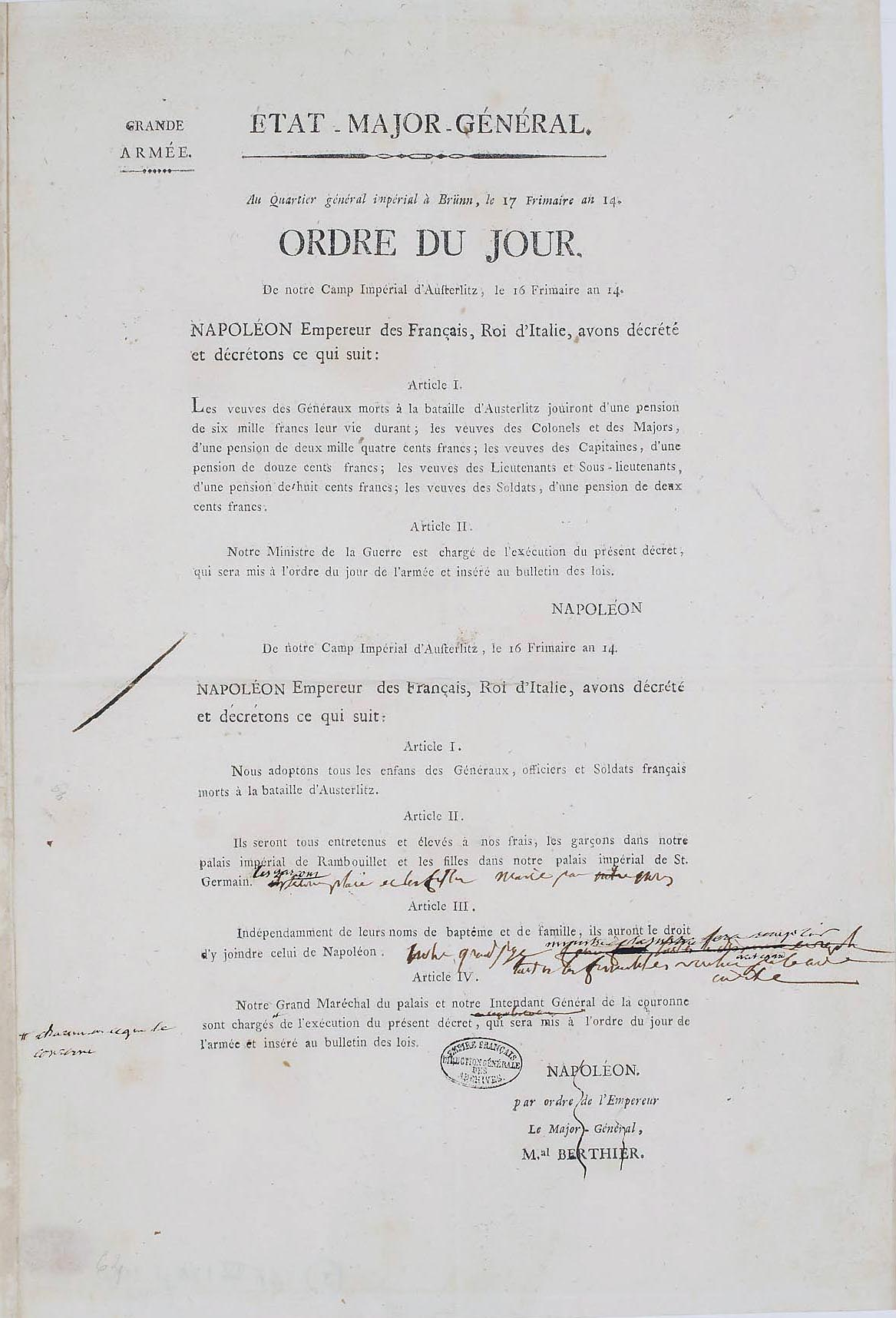
Décret de Napoléon du 7 décembre 1805 Archives Nationales - AE-II-2303.

Le service de santé de la Grande Armée comprend une poignée d'hommes de haute valeur, tant chirurgiens que médecins, comme Dominique-Jean Larrey (surnommé « la providence du soldat » mais malheureusement, un peu trop partisan de l'amputation), Pierre-François Percy et Desgenettes, mais il souffre d'une pénurie de moyens incroyable, en grande part pour les mêmes raisons que celles qui marquent le ravitaillement général. Le peu de matériel existant relève non des officiers de santé, mais des commissaires des guerres de l'intendance, et cette absence d'autonomie paralyse l'organisation du transport des blessés.
L'évacuation des blessés a généralement lieu sur des brancards improvisés avec des fusils ou des brancards ; les compagnies d'infirmiers militaires ne voient le jour qu'après Wagram. Toutefois, dès le début de l'Empire, Larrey se préoccupe sérieusement du problème et conçoit des divisions d'ambulances volantes comprenant chacune 12 voitures légères, couvertes, bien suspendues et bien aérées, les unes à deux roues pouvant transporter deux blessés allongés, les autres à quatre roues capables d'emporter quatre blessés. À côté de ces ambulances de Larrey vont apparaître les « caissons de Wurtz », préconisés par Percy, qui sont de grands coffres roulants très maniables, tractés par six chevaux et contenant les moyens de secours pour 1 200 blessés, avec quatre chirurgiens et aides, montés à califourchon sur le coffre pendant les déplacements. Mais ce matériel si utile, réalisé en trop petite quantité, restera la plupart du temps au seul service de la Garde impériale.
L'organisation théorique n'est pourtant pas mauvaise. On y trouve :
- des divisions d'ambulances volantes, qui sont affectées aux divisions d'infanterie, de cavalerie et d'artillerie et qui s'occupent du ramassage des blessés de leur division, de leur transport vers les dépôts d'ambulance (ou à défaut vers les églises ou les monastères les plus proches), ainsi que de l'enterrement des morts ;
- des dépôts d'ambulance, qui sont des hôpitaux temporaires divisés en hôpitaux de ligne (répartis sur trois lignes de plus en plus éloignées du champ de bataille, ils reçoivent les blessés des ambulances) et en hôpitaux spéciaux (pour les galeux et les vénériens) ;
- et enfin, des dépôts de convalescence (pour les soldats convalescents).

Chaque régiment est assisté d'un chirurgien-major, de 4 à 5 aides-chirurgiens et de plus, dans la cavalerie, d'un vétérinaire. Mais, en dehors de la Garde impériale, ces praticiens sont en majorité des opérateurs empiriques ou représentent le rebut de la médecine, et pour tous les soins d'urgence, ils n'ont sous la main pour chaque régiment qu'un caisson contenant 54 kg de linge à pansements, 12,5 kg de charpie et une caisse d'outils à amputation.
En arrière de la ligne de combat, lorsque les dépôts d'ambulance de la Grande Armée sont débordés ou pleins, les blessés sont acheminés soit dans les hôpitaux des pays occupés, soit à défaut, dans les couvents ou les églises. Ce sont alors en majeure partie des médecins allemands, voire de nationalité ennemie (prussiens ou autrichiens) qui prodiguent leurs soins, presque toujours avec un grand dévouement et parfois même avec un désintéressement qui les rendront dignes d'éloges. Les conditions d'hygiène y sont généralement lamentables et les épidémies de typhus et de dysenterie y tuent plus que la mitraille sur le champ de bataille.

#### Génie
La Grande Armée a toujours eu besoin d'ingénieurs militaires de différents types :
- les constructeurs de ponts de la Grande Armée, les pontonniers, avaient une part importante dans la machine militaire de Napoléon. Leur rôle premier était de faire passer des troupes de l'autre côté d'un obstacle d'eau. Souvent, Napoléon leur a permis de construire des ponts pour permettre à une partie de son armée de déborder les positions ennemies en traversant la rivière, au moment où les ennemis s'y attendent le moins. Ils ont aussi, dans le cadre de la désastreuse retraite de Russie, sauvé l'armée de l’annihilation à la Bérézina. Napoléon connaissait la valeur de ses pontonniers et en avait formé 14 compagnies, toutes sous le commandement d'un brillant ingénieur, le général Jean Baptiste Eblé. Leur formation difficile, leur équipement spécial et leurs outils leur permettaient de construire rapidement les différentes parties d'un pont. Ensuite, ils les assemblaient et mettaient le pont en place. Tout le matériel, les outils et les pièces restantes (les parties d'un pont quand elles étaient réutilisables) étaient acheminés par des wagons. S'ils n'avaient pas de pièces déjà fabriquées, ils pouvaient en faire en utilisant les forges mobiles à cheval des pontonniers. Une simple compagnie de pontonniers peut construire un pont de plus de 80 arches en sept heures. La travée mesurait alors de 120 à 150 mètres de longueur, ce qui représente un exploit impressionnant ;
- en plus des pontonniers, on trouvait aussi des compagnies de sapeurs, chargées de détruire les fortifications ennemies. Ils étaient utilisés moins souvent dans leur rôle théorique que les pontonniers, car l'Empereur a appris, pendant ses premières campagnes (notamment lors du siège de Saint-Jean-d'Acre), que les sapeurs sont meilleurs quand il s'agit de contourner des fortifications isolées, et même, si possible, de directement les attaquer (assaillir des forteresses, monter à l'assaut sur des échelles, saper les murs ennemis…).

Les différents types de compagnies d'ingénieurs étaient regroupées dans les bataillons et les régiments formant le Génie (le mot génie signifiait au départ « ingénieur » en argot). Ce nom, employé comme il l'est aujourd'hui est un jeu de mots et une référence à leurs capacités apparemment magiques (tout comme le mythique et légendaire « génie de la lampe »).

#### Logistique
La ration quotidienne des repas par homme est de 750 g de pain, 550 g de biscuits, 250 g de viande, 30 g de riz, 60 g de légumes secs, un litre de vin pour 4 hommes. Lorsque les soldats sont en caserne, la logistique est assurée mais lorsqu'ils sont en campagne, ils démontent les villages pour construire leurs abrivents et se livrent à la maraude. Des femmes les accompagnent pendant leurs campagnes : lavandières, vivandières et cantinières qui doivent avoir des patentes.